# Земская почта Пудожского уезда
Зе́мская по́чта Пу́дожского уе́зда — земская почта, организованная земской управой Пудожского уезда Олонецкой губернии. Земская почта Пудожского уезда существовала с 1892 года. В уезде выпускались собственные земские почтовые марки.

## История почты
Пудожская уездная земская почта была открыта в 1892 году. В её задачи входила доставка служебной и частной корреспонденции, которая отправлялась раз в неделю из уездного центра в населённые пункты в северной и восточной части уезда. Пересылка всей корреспонденции была бесплатной до 01 января 1903 года. После этой даты оплата доставки частных почтовых отправлений производилась земскими почтовыми марками.

## Выпуски марок

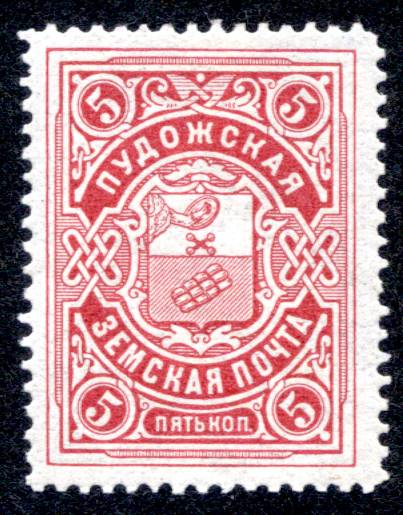
Пудожская уездная земская марка 1913 г.

С 1903 года начался выпуск собственных земских почтовых марок, которые печатались в Экспедиции Заготовления Государственных Бумаг. На марках были изображены гербы Олонецкой губернии и Пудожского уезда.
Земские почтовые марки выпускались номиналом 1, 2, 3, 5, 10, 15 и 25 копеек для оплаты соответственно пересылки почтовых карточек, писем, посылок и бандеролей с периодическими изданиями.
Последний выпуск земских почтовых марок Пудожского уезда был в 1916 году.
Всего было выпущено ? видов марок (по каталогу Шмидта).

## Гашение марок
Марки гасились чернилами путём перечеркивания. Также использовались для гашения штемпеля с названиями пункта приёма почтового отправления.